# Радосав Поповић
Радосав Поповић (Близна, код Подгорице, 23. март 1909 — 6. јануар 1942), учесник Народноослободилачке борбе и народни херој Југославије.

## Биографија
Родио се у селу Близна, код Подгорице, 23. март 1909. године у сиромашној сељачкој породици. Основну школу завршио је у родном месту, а гиманзију 1930. године у Подгорици. Као ученик пришао је омладинском покрету. Истакао се у ширењу комунистичких идеја те је у партију примљен са само 17 година. Због револуционарног карактера ушао је у регистар полиције због чега је често хапшен. Радио је на омасовљавању партијске организације у Пиперима, а када је формиран Месни Комитет 1933. године изабран је за члана бироа. На тој дужности остао је до 1937. године када је дошло до реорганизације и он постао члан Општинског комитета, а од 1941. године његов секретар. Због свог доприноса постао је члан окружног комитета КПЈ за Подгорицу.
Упркос сталном ангажовању након завршене матуре уписао је Правни факултет у Београду, где је учествовао у бројним акцијама против режима. Кренуо је у Шпанију 1937. године, али је у Бару ухапшен. Након изласка из затвора и даље је наставио да активно учествује у акцијама комунистичке партије.
Након избијања Априлског рата мобилисан је у 38. пук и учествовао је у борбама око Скадра. Након слома државе, вратио се са наоружањем у село и ту био веома активан у организацији устанка и уништавању непријатељске инфраструктуре. Због тога је изабран за командира Горњопиперске чете која је бројала 230 бораца. После реорганизације устаничких снага у Црној Гори у августу 1941. године изабран је за командира Близанског герилског одреда. Тешко је рањен на Јелином дубу 18. октобра 1941. године, а ранама је подлегао 6. јануара 1942. године.
Указом председника ФНР Југославије Јосипа Броза Тита, 10. јула 1953. године, проглашен је за народног хероја. Одликован је и Орденом ратне заставе, Орденом партизанске звезде са златним венцем и др.